# Écorcheurs

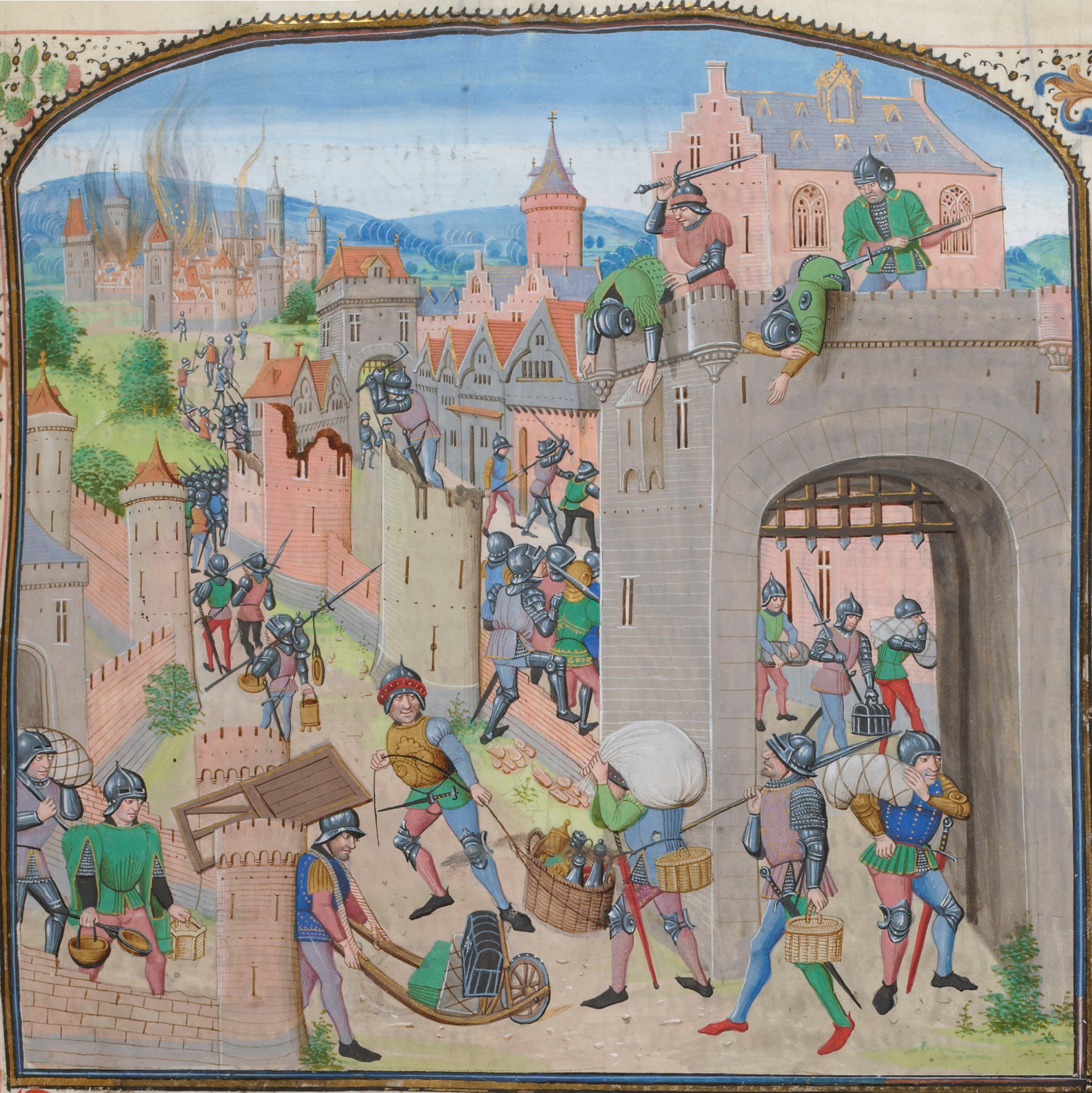
Enluminure représentant la prise et la mise à sac d'une ville par des hommes de guerre. Chroniques de Jean Froissart (manuscrits Gruuthuse), Paris, BnF, ms. Français 2644,, 3e quart du XVe siècle.

Les Écorcheurs sont des troupes armées du XVe siècle, parfois confondues avec les Grandes Compagnies du XIVe siècle. Ce sont des entrepreneurs de guerre qui pratiquent le pillage, le rançonnement, mais aussi les formes coutumières de la guerre médiévale (siège, défense de place forte, bataille, chevauchées) pour leur propre profit et pour celui du roi Charles VII dont ils se réclament.

## Distinction entre Écorcheurs et routiers
À partir du milieu du XIVe siècle, les troupes royales françaises, qu'elles soient semoncées ou volontaires, sont toutes gagées. La permanence des conflits durant la guerre de Cent Ans (1337-1453) crée donc des carriéristes de la guerre, payés par le roi ou les grands seigneurs. Ceux-ci ne sont cependant pas des mercenaires, car leurs liens vassaliques et clientélistes demeurent en parallèle de leur intérêt économique pour la guerre. Lors des périodes de paix ou de trêve, ces guerriers sans emploi se regroupent en bandes et vivent de pillages et de rançons. Au XIVe siècle, après la paix de Brétigny-Calais (1360), les armées se trouvent débandées sur place et leurs membres cassés de leurs gages. Ceux qui n'ont pas les moyens financiers pour rentrer chez eux ou veulent poursuivre leur mode de vie martial (fortement rémunérateur) forment alors des bandes autonomes de routiers qui exercent une pression sur les régions de France : ce sont les Grandes Compagnies. Il ne faut pas les confondre avec les Écorcheurs, qui sont plutôt le fruit de l'instabilité politique de la France du XVe siècle que de la paix et ne sont pas des mercenaires au sens strict du terme.

## Le royaume de France et les Écorcheurs
Les Écorcheurs émergent dans le contexte de la guerre civile (1411-1435) et du pouvoir politique très limité du dauphin Charles après le traité de Troyes de 1420. La fluidité des allégeances et le fait que chacun puisse se réclamer des partis armagnac ou bourguignon poussent à l'émergence de groupes armés autonomes qui mènent une guerre « à leur aventure », suivant les perspectives de profits et leur appartenance à un parti (Anglais, Bourguignon, Armagnac). La guerre est alors une réalité extrêmement fragmentée dans une désorganisation générale, faite de petits capitaines très nombreux et de territoires aux allégeances mouvantes.
La faiblesse financière de Charles VII durant cette période le pousse à engager et récompenser les capitaines autonomes qui lui sont fidèles et se réclament de son autorité, sans prévoir pour eux ni gages ni montres et en acceptant qu'ils vivent sur le pays puisqu'il ne peut pas les payer. Ces hommes de guerre obtiennent alors rapidement une réputation exécrable et sont nommés les « Écorcheurs » par la population. Ces troupes d'occasion cumulent les problèmes pour Charles VII : pillardes, indisciplinées, dotées de chefs forts ayant une autorité plus grande que la sienne sur leurs hommes, les Écorcheurs sont fondamentalement des troupes composites que le roi rassemble faute de mieux. Ce sont toutefois des hommes de guerre compétents qui mènent un groupe d'hommes flexible. La fidélité des Écorcheurs réside dans des récompenses ponctuelles du roi (argent, offices) et dans leur allégeance personnelle au parti du roi (le parti armagnac). Ils n'hésitent cependant pas à servir d'autres seigneurs en accord avec leur fidélité (La Hire, Poton ou Dunois n'ont jamais trahi le roi).
Un bon exemple pour comprendre la spécificité des Écorcheurs est le cas de La Hire, puisque les récompenses que lui accorde  
Charles VII suivent sa carrière d'Écorcheur. En 1420, il défend Crépy-en-Valois au nom du Dauphin ; en 1422 celui-ci le fait son capitaine (sans pour autant le gager) ; en 1425 il est nommé écuyer d'écurie du roi ; en 1429 bailli du Vermandois. Cette carrière d'officier royal montre bien toute l'ambivalence des Écorcheurs : alors même qu'ils vivent sur le pays de pillages et rançons, ils sont bien moins débandés que les routiers et ne servent pas que leurs intérêts, mais sont liés à un parti.

## Intégrer les Écorcheurs à l'armée permanente

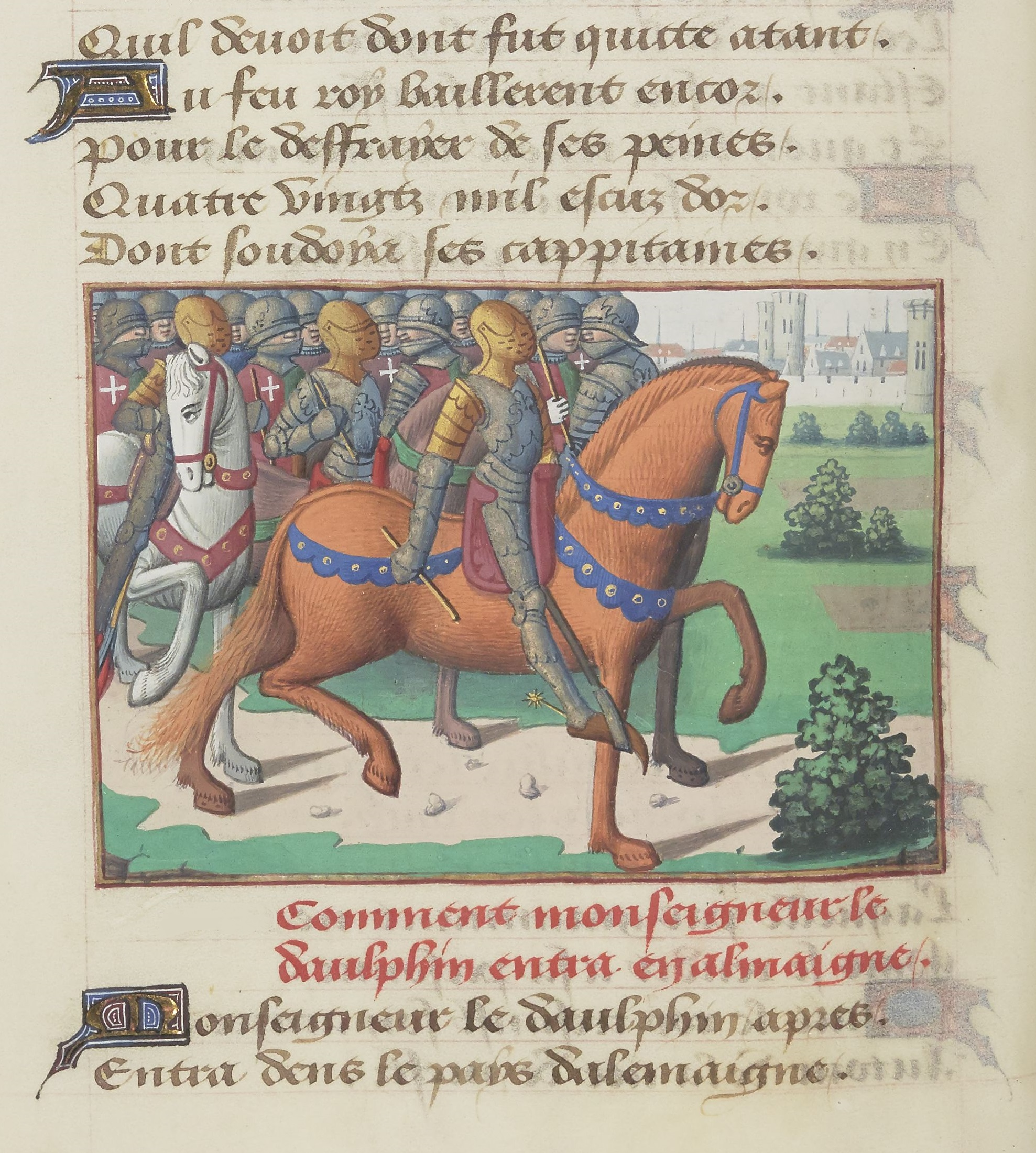
En août 1444, le dauphin Louis conduit une armée d'Écorcheurs hors du royaume pour affronter les Suisses à la demande du duc Sigismond d'Autriche, allié du roi Charles VII (roi de France). Enluminure du manuscrit de Martial d'Auvergne, Les Vigiles de Charles VII, BnF, département des manuscrits, ms. Français 5054,, vers 1484.

Après le traité d'Arras (1435) qui assure l'alliance entre Charles VII et Philippe le Bon, les Écorcheurs deviennent indésirables pour le roi, qui a pour souci de regagner la faveur des provinces qu'il reprend aux Anglais (Paris est reprise en 1436, par exemple). Pour s'en débarrasser, Charles VII charge La Hire de rassembler les principales compagnies d'Écorcheurs et de les emmener piller hors du royaume, dans le duché de Lorraine. 
Parallèlement à cet écartement, Charles VII tente de structurer son armée en sélectionnant des capitaines d'Écorcheurs qui deviendront capitaines royaux, et en interdisant formellement aux autres de pratiquer pillage et rançonnement en France. Une première tentative, en 1439, avorte à cause de la Praguerie : les grands vassaux s'opposent à cette réforme qui leur retirerait la possibilité d'engager eux-mêmes les Écorcheurs. Après la trêve franco-anglaise, Charles VII parvient à imposer sa réforme en 1445, laquelle concerne directement les Écorcheurs. L'ordonnance (perdue) de 1445 proclame une amnistie générale pour tous les gens de guerre, le cassement de tous les capitaines engagés par le roi ou ses vassaux, et la réembauche de quinze d'entre eux, retenus directement au service du roi. Ces quinze Écorcheurs faits capitaines mènent quinze compagnies d'ordonnance permanentes (chacune comprend 100 lances fournies soit, théoriquement, 600 hommes).
Cette transition fonctionne bien et les Écorcheurs, privés de toute légitimité dans un contexte où le pouvoir du roi se réaffirme fortement et où une armée structurée est capable de les combattre, disparaissent avec la réforme de l'armée. On peut même considérer que l'Écorcherie a permis au roi de renforcer son autorité à la fois sur ses soldats et sur le royaume.

## Culture populaire
- Les Écorcheurs sont les antagonistes du troisième tome de la série de bandes dessinées Jhen, où leur côté pillard est mis en avant.